# Лизинка (Одесская область)
Лизинка (укр. Лізинка) — село, относится к Ивановскому району Одесской области Украины.
Население по переписи 2001 года составляло 175 человек. Почтовый индекс — 67224. Телефонный код — 4854. Занимает площадь 0,625 км². Код КОАТУУ — 5121883204.

## Местный совет
67243, Одесская обл., Ивановский р-н, с. Павлинка, ул. Первомайская, 16